# Folkfesten

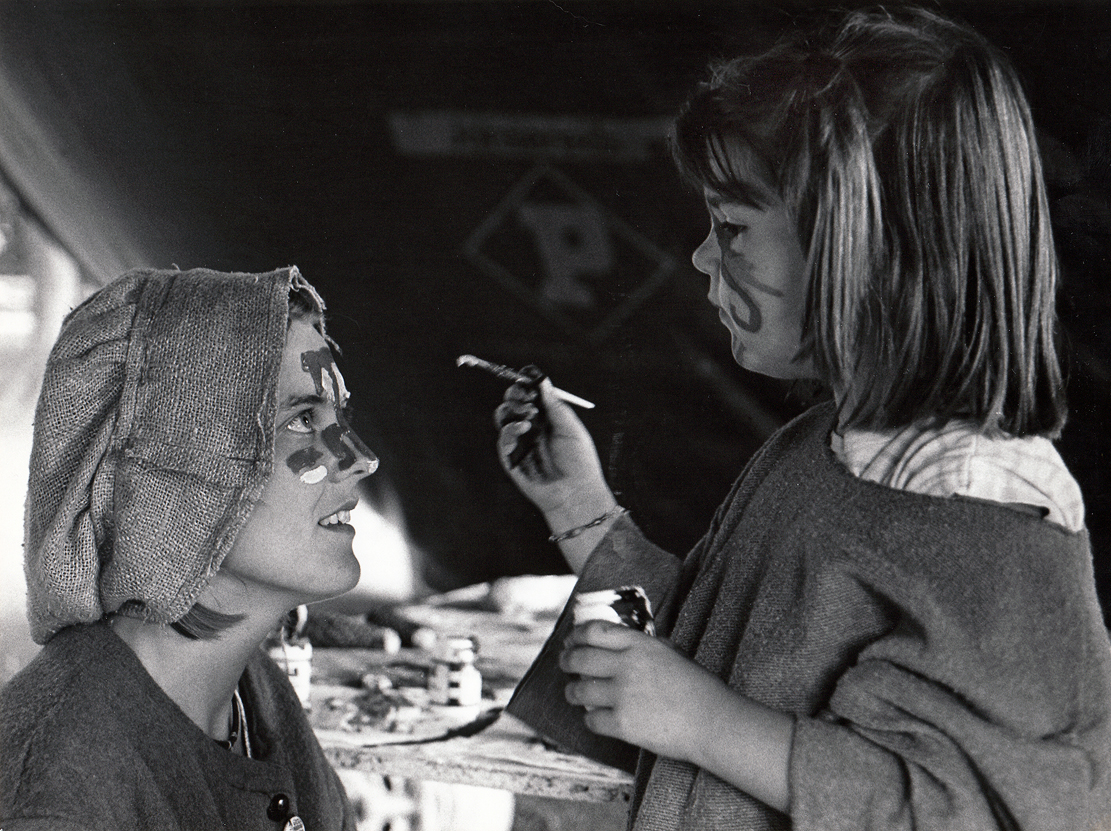
En flicka målar en krigsmålning för låtsaskrig på Folkfesten 1986.

Folkfesten i Malmö arrangerades för första gången den 21–22 augusti 1971 som en motsvarighet till de gärdesfester som året innan börjat hållas i Stockholm.
I början av 1970-talet led Malmö av en allvarlig brist på spelställen och personer med anknytning till musikrörelsen, däribland Lasse Hejll och Lars Åberg, ville ge möjlighet att framföra levande musik till Malmöborna. Förslaget att hålla en musikfest i Slottsparken möttes av kallsinne från den dåvarande socialdemokratiska kommunledningen med Arne Lundberg i spetsen och några kommunala bidrag var det absolut inte fråga om.  I stället krävde man att arrangörerna skulle deponera 5 000 kronor som säkerhet för eventuella skador i parken. Man erhöll dock bidrag på 2 500 kronor från Rikskonserter.
Klockan 12 den 21 augusti 1971 startade på den s.k. Lördagsplanen, den första Folkfesten i Malmö. Man hade 30 programpunkter på två dagar och erbjöd allt från visor och spelmansmusik till blues och pop på svenska. Medverkade gjorde bland andra Nationalteatern, Hoola Bandoola Band, Grus i dojjan, Bernt Hammarlund, Delta Blues Band, Spider John Koerner och Dan Hylander. På söndagen kom Cornelis Vreeswijk som bland annat framförde en egen version av John Lennons "Power to the People" som blev "Slottsparken åt folket". För barnen erbjöds bygglek, målarverkstad och barnteater.  Den vänsterpolitiska propagandan var under de första åren mindre framträdande. Den första Folkfesten blev en succé med bortåt 10 000 besökare den första dagen.
Efter denna framgång återkom Folkfesten i juni 1972 då den utökats till tre dagar. Bland de medverkande märktes Nynningen och Turid Lundqvist. Efter 1973 års Folkfest tröttnade de ursprungliga arrangörerna och efterträddes av Föreningen Huset som önskade en tydligare politisk profil. År 1974 blev socialdemokraten Ulla Sandell ansvarigt kommunalråd för kulturen och kommunstyrelsen drog in det utlovade bidraget på 10 000 kronor. De följande åren präglades av bidragsstrider med Sandell och 1975 flyttades Folkfesten till Pildammsparken.
Trots striden med politikerna återkom Folkfesten årligen. På 1980-talet hade musikrörelsen ebbat ut och de politiska inslagen blev allt färre. De ekonomiska problemen fortsatte dock och vid flera tillfällen orsakade regnväder färre besökare och 1987 blev Folkfesten för första gången inställd.
Inför 20-årsjubileet 1991 gjordes stor satsning av Föreningen Folkfesten med Magnus Gertten och Mikael Wiehe i spetsen. Folkfesten hölls nu på Mölleplatsen och blev en stor framgång. De följande åren svällde Folkfesten alltmer och lockar mängder av besökare. På kvällen den 3 juni 1995 inträffade den stora tragedin, då en 19-årig besökare knivhöggs till döds vid ett bråk om en utspilld öl. År 1996 blev Folkfesten ett betydande ekonomiskt bakslag vilket ledde till att den bantades ned under de följande åren och efter 1999 lades den ned. År 2011 anordnades Folkfesten på nytt, nu åter i liten skala och på samma plats som 1971, i Slottsparken.